# Exalphus foveatus
Exalphus foveatus là một loài bọ cánh cứng trong họ Cerambycidae.